# Ratamahatta
«Ratamahatta» es un sencillo de la banda brasileña Sepultura, lanzado en 1996. Está incluido en su sexto álbum de estudio Roots. Contiene cuatro minutos y medio de duración y fue producido por Ross Robinson bajo el sello discográfico Roadrunner Records. Fue el tercer y último sencillo del álbum y escrita por todos los integrantes de la banda.
La canción contó con las colaboraciones de Carlinhos Brown en la voz y el baterista David Silveria de Korn, en la percusión. Mientras que Jonathan Davis también formó parte del proyecto. El video del sencillo fue dirigido por Fred Stuhr y se realizó con una técnica denominada Stop Motion.

## Lista de canciones
CD1 (Digipak)
1. «Ratamahatta» (edit) – 3:15
2. «War» (versión de Bob Marley) – 6:40
3. «Slave New World» (en vivo) – 2:46
4. Amen/Inner Self (en vivo) – 8:44

CD2
1. «Ratamahatta» (edit) – 3:15
2. «War» (Bob Marley versión) – 6:41
3. «Roots Bloody Roots» (Demo Versión) – 3:33
4. «Dusted» (Demo Versión) – 4:27

Vinilo de 7”
1. «Ratamahatta» – 3:15
2. «Mass Hypnosis» (en vivo) (desde Under Siege (Live in Barcelona)) – 3:33

## Posicionamiento
| Lista            | Posición | Ref.  |
| ---------------- | -------- | ----- |
| UK Singles Chart | 23       | [ 6 ] |